# Medium-density fibreboard

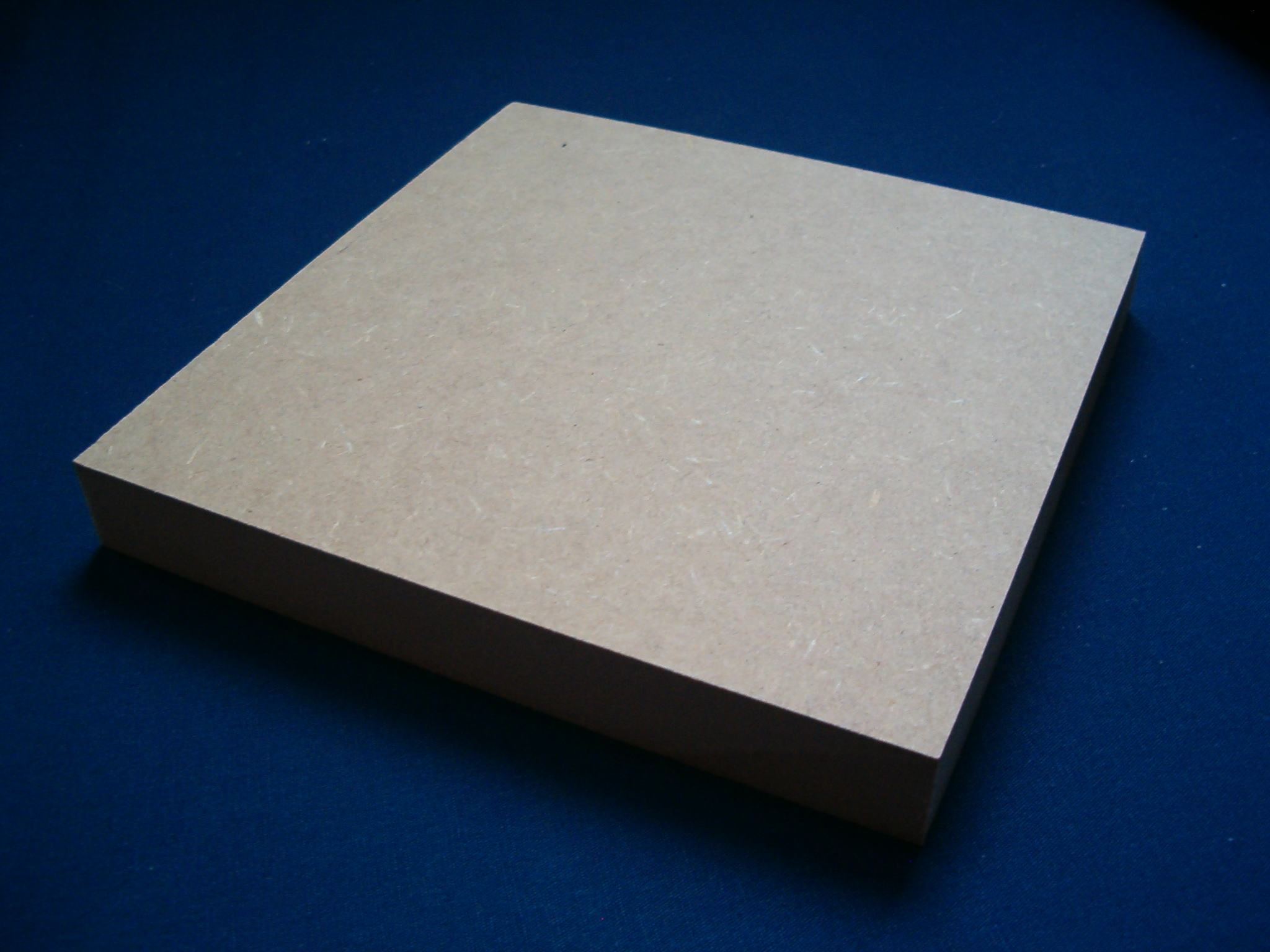
Mdf-plaat

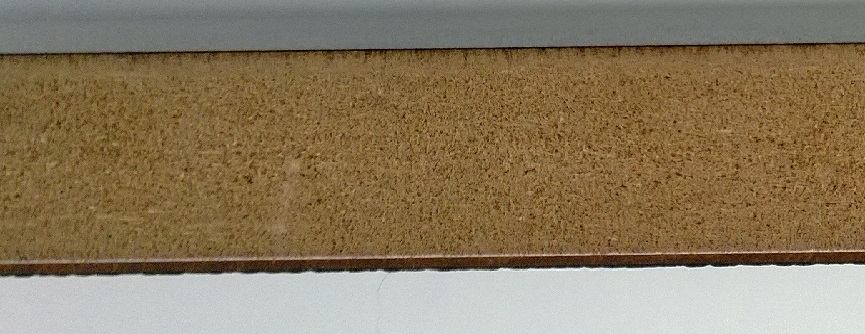
Mdf-plaat, zijaanzicht

Medium-density fibreboard of mdf is geperst board met een middelhoge dichtheid. Mdf is geen merknaam, maar een soortnaam. In tegenstelling tot bij zacht- en hardboard wordt bij het produceren van een MDF-plaat lijm toegevoegd. De zeer fijngemalen houtvezels worden gemengd met kunstharslijm en in droge toestand geperst.
High-density fibreboard (hdf) is een mdf van hogere kwaliteit waarbij de vezels sterker geperst worden tot een plaat met een hogere dichtheid.

## Geschiedenis
De eerste industriële fabricage van mdf werd in 1965 verwezenlijkt door MILLER HOFFT in de Verenigde Staten. De eerste Europese fabriek werd in 1977 geopend door papiergroep INTAMSA. De productie nam snel toe, in 1978 waren er reeds 16 bedrijven verdeeld over de wereld die mdf maakten.

## Soorten
De normale mdf-plaat is herkenbaar aan de lichtbruine kleur van de als grondstof gebruikte houtvezels en aromatische chromoforen in de lijm. Daarnaast zijn nog vele andere soorten mdf te onderscheiden. Deze specials zijn te herkennen aan specifieke eigenschappen:
- MDF Plus: behoudt dezelfde lichtbruine kleur als de beschreven standaardplaat, maar heeft een nog gladder oppervlak.
- MDF MR: Moisture Resistant oftewel vochtwerend. Deze plaat is te onderscheiden door de groene identificatiekleur. Dit mdf blijft in vochtige omgeving wel enige tijd "goed" maar zal na verloop van tijd toch gaan krullen.
- MDF V313: Deze mdf-soort is waterwerend. V313 is de naam van de test die de mdf succesvol moet ondergaan met betrekking tot de waterwerendheid. Deze MDF heeft een groene kern en is van hoge persing. MDF V313 is waterwerend en dus niet watervast. Dweilen en spatwater zijn geen probleem.
- MDF FR: Fire Retardant oftewel brandvertragend. Deze plaat is te onderscheiden door de roze identificatiekleur.
- MDF Exterior: voor exterieurtoepassingen. Deze plaat is te onderscheiden door de grijze identificatiekleur.
- MDF Ecologique: zonder toegevoegde formaldehyde. Deze plaat behoudt dezelfde lichtbruine kleur als de standaardplaat.
- MDF FQ: Floor quality, geschikt voor vloeren. Deze plaat behoudt dezelfde lichtbruine kleur als de standaardplaat.
- MDF Colorline: hierbij wordt aan de grondstof een kleurstof toegevoegd, zodat de hele plaat door en door een egale kleur krijgt (grijs, zwart, rood, geel, blauw, groen, violet). Colorlineplaten zijn tevens vochtwerend.
- MDF TF: Diepfreeskwaliteit, voor diep infrezen van de plaat, geeft na het afwerken met lakken een mooier resultaat.
- MDF met lakdraagfolie: deze mdf-plaat is reeds voorzien van een grondlaag en dus kostenbesparend bij de afwerking.
- MDF Light: mdf-plaat met een lagere dichtheid, dus lichter in gewicht (ongeveer 660 kg/m³), en minder geschikt voor bepaalde bewerkingen. Wordt in de handel ook wel incorrect aangeboden als standaard-mdf.

## Gebruikseigenschappen
Mdf is zeer goed bewerkbaar en makkelijk in allerlei vormen te frezen. Door de fijne vezelstructuur splintert het niet. Het heeft echter geen  homogeniteit: de oppervlakkige delen hebben een grotere dichtheid dan de kern van de platen. Er zijn de moeilijkste vormen mee te maken; alle verbindingssystemen zijn bruikbaar, zelfs zwaluwstaartverbindingen kunnen erin verwezenlijkt worden. Mdf werkt nauwelijks en heeft een grote buigsterkte.
Bij dikkere platen vanaf ongeveer 18 mm zal de kern door het pers-proces minder vast zijn dan het oppervlak. De kern van 20 tot 50 mm dikke mdf-platen is zeer poreus en de zijkanten zijn minder goed af te werken dan die van dunnere platen. Het dikkere mdf is voor constructieve toepassingen eigenlijk niet bruikbaar. Voor dergelijke toepassingen kunnen beter sandwichplaten met een mdf-toplaag gebruikt worden, bijvoorbeeld MultiLight- of SpanLightpanelen. Voorbeelden hiervan zijn deuren en tafelbladen. Tussen twee mdf-lagen zit een lichtgewicht populieren multiplex of een lichtgewicht populieren spaanplaat die beide platen verbindt.
Een betere lijmvastheid, een zeer hoge slijtvastheid, een hoog breekpunt en een uitzonderlijke dimensionale stabiliteit maken het product hoogwaardiger dan de meeste geprefabriceerde houtproducten. Doordat mdf behoorlijk veel lijm bevat zullen beitels bij bewerking sneller slijten.
Mdf kan samengesteld worden door middel van spijkers en schroeven. Aangeraden wordt minimaal 25 mm van de kant te blijven, schroeven te verzinken en schroefgaten voor te boren om splijten van het materiaal te voorkomen.
Mdf zal onder een langdurige belasting blijvend vervormen. Denk hierbij aan de schappen van een zelfgemaakte kast met mdf of een goedkope boekenkast. Nadat de boeken weggehaald zijn blijven de schappen doorgebogen. Deze eigenschap noemt men kruip.
Schilderen van mdf vraagt doorgaans meerdere lagen: de poreuze structuur zuigt de verf op, waardoor het vaak nodig is twee lagen grondverf aan te brengen. Bij mdf-platen met een lakdraagfolie is dit niet noodzakelijk. De platen worden afgelakt met meerdere lagen hoog- of zijdeglans.

## Gezondheid
Mdf-platen bevatten methyleendifenyldi-isocyanaat (MDI) en formaldehydeharsen. Deze stoffen behoren na productie volledig te zijn uitgewerkt. Toch is er een aantal gevallen waarbij men het vermoeden heeft van de ontwikkeling van beroepsastma door MDI of door formaldehyde bij meubelmakers. Ook beroepsastma op hout is theoretisch mogelijk: bij frezen van mdf komt heel fijn houtstof vrij, dat diep in de longen kan doordringen indien geen beschermingsmasker wordt gedragen.
Om deze reden wordt aangeraden mdf af te werken met lak of verf. Afwerking met olie of was heeft een minder afsluitende werking.

## Toepassingen
Mdf heeft zeer veel toepassingsmogelijkheden, onder andere:
- bedombouw
- biljarttafels
- luidsprekerbehuizingen voor hifi en tv
- CNC-portaalfrees
- computer modding (computer behuizing)
- deuren
- deuren voor meubels
- deurkasten
- deurlijsten
- doe-het-zelfsector
- industrie (bobijnen, verpakking)
- kasten
- keukens
- keukenfronten
- laminaatparket
- lijkkisten
- lijsten om te lakken
- meubelen (designmeubelen, stijlmeubelen, kerkmeubelen)
- plafond- en wanddecoratie
- plinten
- pokertafels
- schoenhakken
- spiegel- en schilderijkaders
- speelgoed
- spuitwerk interieurdelen
- standenbouw voor beurzen
- stoelen en zetelconstructie
- trapleuningen
- trapconstructie
- vensterbanken
- wc-brillen